# 聖加夫列爾德阿塞里區
聖加夫列爾德阿塞里區（西班牙語：San Gabriel de Aserrí），是哥斯達黎加的一個區，位於該國中部聖何塞省，始建於1901年，面積11.77平方公里，海拔高度1,310米，2011年人口6,061，人口密度每平方公里514.95人。